# Institutet för historia vid den sibiriska grenen av Ryska vetenskapsakademin

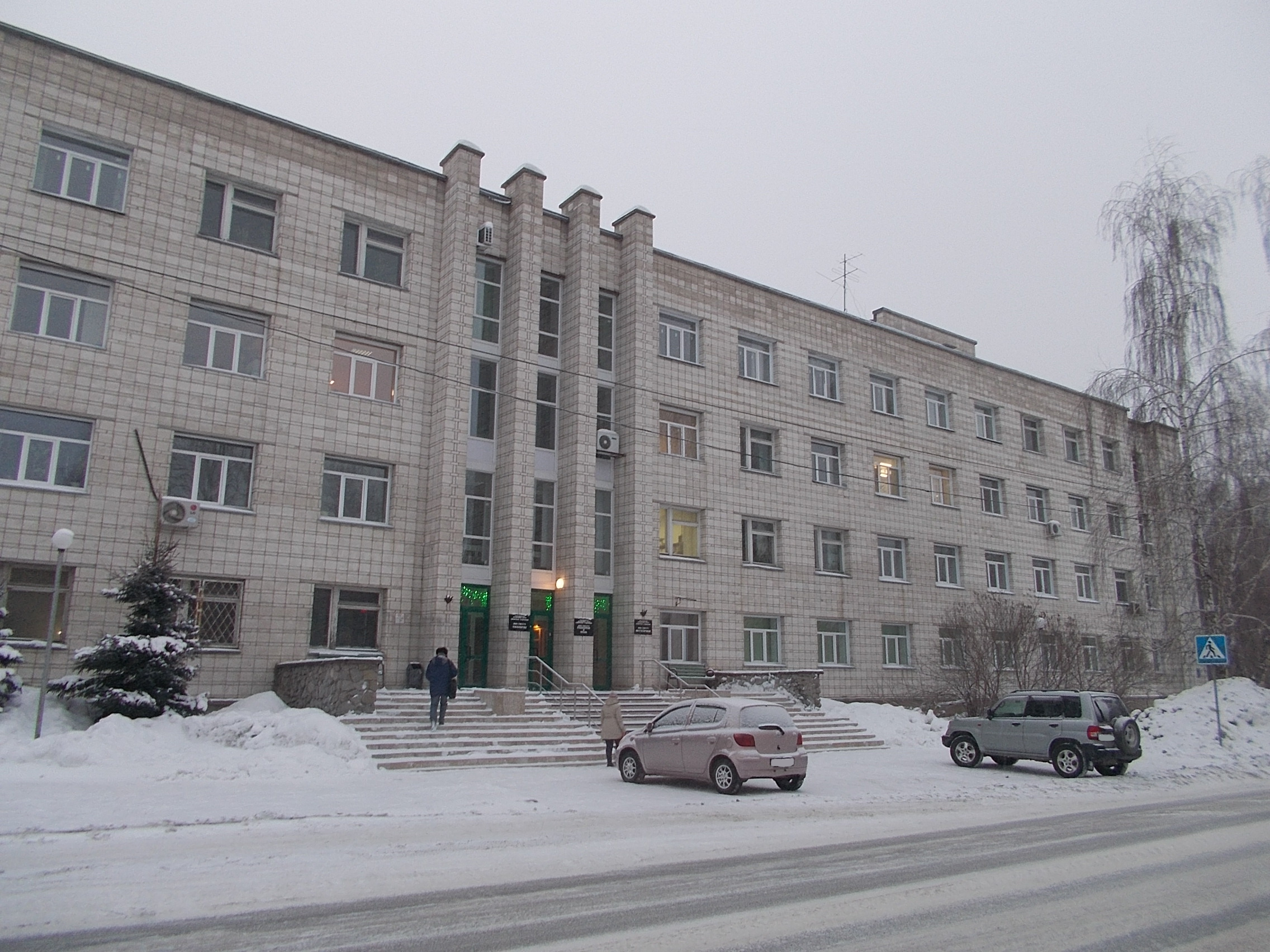
Byggnad i Novosibirsk av Institutet för historia

Institutet för historia vid den sibiriska grenen av Ryska vetenskapsakademin (ryska: Институт истории СО РАН, förkortat ИИ СО РАН) är ett forskningsinstitut som studerar Sibiriens historia. Institutet är beläget i Novosibirsk i Ryssland.

## Historia
Institutet grundades som den industriella historiska sektorn vid Institutet för ekonomi och industriteknik vid den sibiriska grenen av USSR Vetenskapsakademin (1961), år 1962 Institutet för humanitär forskning. Den 25 december 1966 grundades Institutet för historia, filologi och filosofi (IIPH) inom den sibiriska grenen av Sovjetunionens vetenskapsakademi.
År 1990 omvandlades det till Förenade institutet för historia, filologi och filosofi (OIIPH) under den sibiriska grenen av Ryska vetenskapsakademin från tre institut. Sedan 2007 har det varit ett oberoende historiskt institut under den sibiriska grenen av Ryska vetenskapsakademin.

## Direktör
- Korresponderande medlem av Ryska vetenskapsakademin Leonid Goryushkin (1991-1997).
- Korresponderande medlem av Ryska vetenskapsakademin Vladimir Lamin (1998-2018).
- Doktor i historiska vetenskaper Viktor Kozodoy (2018-2019, tf).
- Doktor i historiska vetenskaper Vadim Rynkov (sedan januari 2019).

## Forskning
Institutet studerar Sibiriens historia sedan 1500-talet. Institutets verk publiceras på ryska.
Det är känt att ett stort antal svenska krigsfångar hamnade i Ryssland under Stora nordiska kriget. Deras liv och öde studeras i stor utsträckning av forskare från Sibirien  
. Detta ämne avslöjas i arbetet av institutets anställda, som också skriver om svenskarna som kom till Sibirien på 1600-talet  .